# Bahnhof Liverpool Lime Street

Liverpool Lime Street, betriebliche Abkürzung LIV, ist der Hauptbahnhof der britischen Stadt Liverpool. Der Bahnhof liegt an einer Zweigstrecke der West Coast Main Line und wird jährlich von beinahe 20 Millionen Fahrgästen genutzt. Betreiber des Bahnhofs ist die Infrastrukturgesellschaft Network Rail.

## Lage und Anordnung
Der Kopfbahnhof befindet sich östlich des Stadtzentrums an der Lime Street.  Die neun Bahnsteige werden von zwei nebeneinander liegenden Hallen mit verglasten Dächern überdeckt. Der Fernverkehr wird meist über die südlich gelegene Halle mit den etwas längeren Bahnsteige 7 bis 9 abgewickelt.
Unter der Lime Street und der St. George’s Hall befindet sich der von Merseyrail genutzt Tiefbahnhof an der Wirral Line. Er besitzt eine einzige Bahnsteigkante, die von den Zügen auf der unter dem Kopfbahnhof hindurchführenden Schleife bedient wird, wobei dieser Liverpool Loop nur im Uhrzeigersinn befahren wird.

## Geschichte

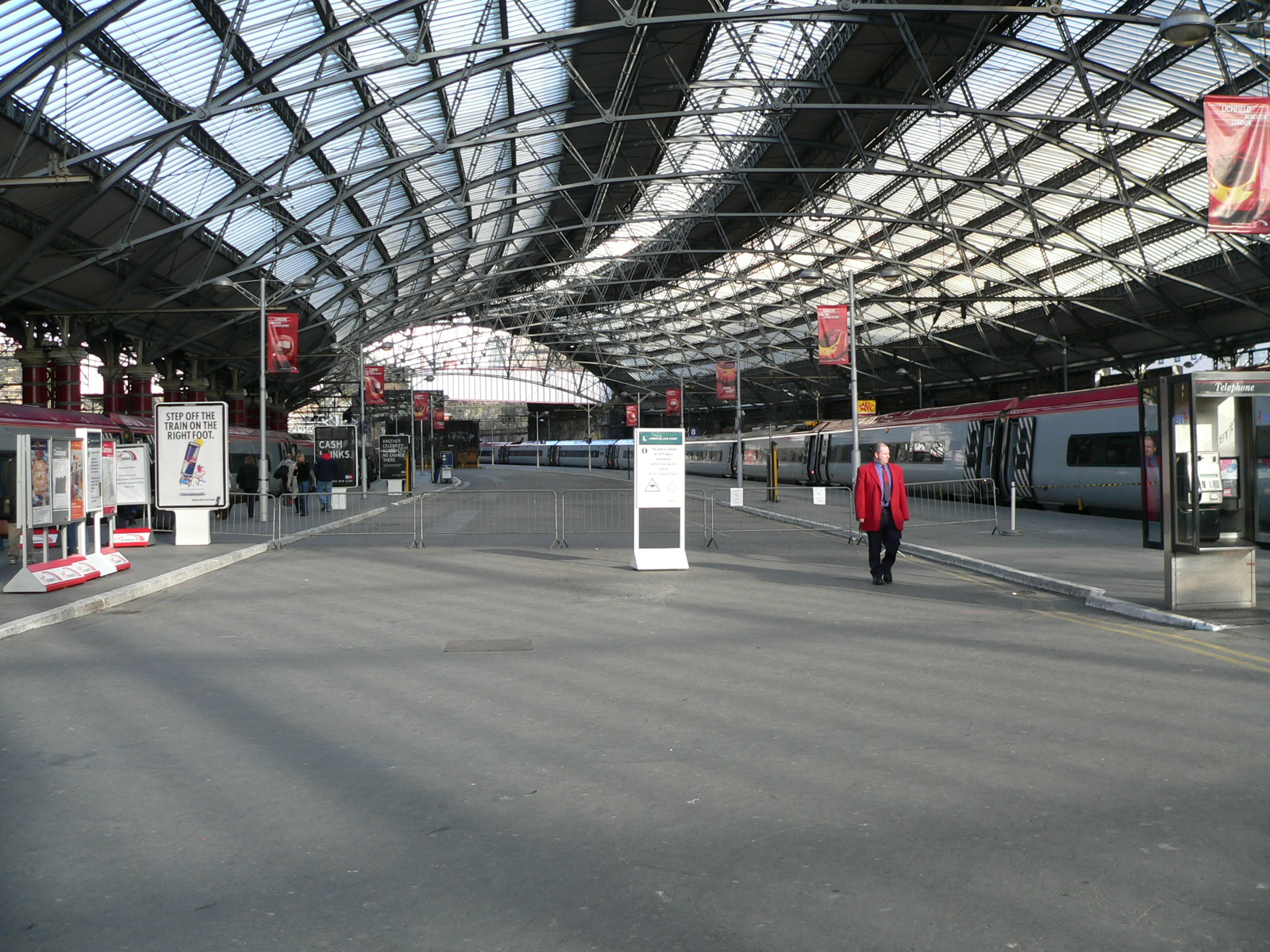
In der Bahnhofshalle

Als 1830 die Liverpool and Manchester Railway (L&MR) eröffnet wurde, befand sich deren erster Bahnhof in Liverpool, der Bahnhof Liverpool Crown Street, weit vom Stadtzentrum entfernt. Dieser Bahnhof wurde schnell zu klein, sodass ein neuer und näher am Stadtzentrum gelegener Bahnhof gebaut werden sollte.
Die Bauarbeiten an der Lime Street begannen 1833, nachdem die Stadtverwaltung das Grundstück für 9000 £ erworben hatte. 1832, also noch vor dem Bau des Bahnhofs begannen die Arbeiten am 1006 m langen Tunnel zwischen Edge Hill und Lime Street. Der neue von John Foster jun. im klassizistischen Stil entworfene Hauptbahnhof mit hölzernen Bahnsteighallen konnte 1836 eröffnet werden, wenngleich die Arbeiten erst im darauf folgenden Jahr abgeschlossen waren.
Die 11 ‰-Rampe zwischen Lime Street und Edge Hill wurde bis 1879 als Schienenseilbahn betrieben. Die Züge hielten in Edge Hill, wo die Lokomotiven weggestellt wurden. Anschließend rollten sie durch die Schwerkraft in die Lime Street Station hinunter, wobei die Geschwindigkeit von den Bremsern unter Kontrolle gehalten wurde. Auf dem Rückweg wurden die Waggons an einem Seil von einer stationären Dampfmaschine hinaufgezogen.
Lime Street war einer der ersten Bahnhöfe, von denen aus Post per Eisenbahn versandt wurde. Die Dienstleistung scheint bereits in den 1840er-Jahren bestanden zu haben. 1845 wurde die L&MR von der Grand Junction Railway (GJR) übernommen, welche die Fortsetzung der L&MR nach Birmingham bildete. Im Jahre 1846 ging aus der GJR die London and North Western Railway (LNWR) hervor.
Nach nur sechs Jahren musste der erste Bahnhof an der Lime Street wegen stark zunehmenden Verkehrs durch einen Neubau ersetzt werden, der 1849 in Betrieb ging. Dieser wurde von William Tite entworfen und hatte eine von Richard Turner errichtete Bahnsteighalle, die in den Jahren 1849 bis 1851 gebaut wurde und zu den ersten Hallenkonstruktionen mit Tonnendach gehörte. Das Dach war eine gusseiserne Konstruktion in der Form eines Segmentbogens, die eine Spannweite von 47 m hatte. In ihr waren drei Bahnsteige mit sechs Gleisen und eine Vorfahrt untergebracht. Für die Hauptträger der Halle wurden gewalzte Schienenprofile verwendet, die mit schmiedeeisernen Stäben verstrebt waren. Die Bedachung bestand aus Wellblech mit großen verglasten Bereichen, die sich nicht bewährten. Die 10 mm dicken Glasscheiben, die im Fensterkitt eingebettet auf den eisernen Fenstersprossen lagen, konnten der Wärmedehnung nicht folgen und zerbrachen. 1867 wurde die Bahnsteighalle durch die heutige, nördliche Halle ersetzt. Die südliche Halle wurde 1874 hinzugefügt.
Das von Alfred Waterhouse entworfene imposante Bahnhofshotel im Neorenaissancestil wurde 1871 hinzugefügt. Es wurde als North Western Hotel bezeichnet und hatte 330 Zimmer. Der Betrieb schloss 1933 und wurde danach eine Weile lang als Lime Street Chambers weitergeführt, bevor er wieder geschlossen wurde. 1994 wurde das Gebäude von der Liverpool John Moores University gekauft und für 6 Mio. £ in ein Studentenwohnheim umgewandelt.
1923 ging der Bahnhof in den Besitz der London, Midland and Scottish Railway (LMS) über, 1948 an die London Midland Region von British Rail. Die Fahrleitungen für die Elektrifizierung der Zufahrtsstrecken wurden 1959 errichtet, der elektrische Betrieb bis Crewe wurde aber erst 1962 aufgenommen.
Ab 1966 verkehrte der erste InterCity-Zug, der mit Höchstgeschwindigkeit bis 160 km/h h nach London verkehrte. 1977 entstand aus mehreren elektrischen Vorortsbahnen Merseyrail. Die Wirral Line bedient die Innenstadt mit einer ebenfalls 1977 eröffneten einspurigen Ringlinie, die einen Tiefbahnhof bei der Lime Street Station besitzt.
Mit dem Beeching-Axt genannten Sparprogramm der englischen Regierung wurde das Eisenbahnnetz reduziert. Die Kopfbahnhöfe Liverpool Exchange und Liverpool Central wurden 1966 respektive 1970 für den Fernverkehr geschlossen und der gesamte Fernverkehr in Liverpool Lime Street konzentriert.
Ab Oktober 2003 verkehrten die Pendolino-Züge von Virgin Trains nach London, die Höchstgeschwindigkeiten bis 200 km/h erreichen. 2015 wurde der elektrische Betrieb auf der Strecken nach Manchester und Wigan aufgenommen.

## Betrieb
Züge sieben verschiedener Bahngesellschaften nutzen den Kopfbahnhof. Avanti West Coast verkehrt stündlich nach London, West Midlands Trains stündlich nach Birmingham und East Midlands Railway stündlich nach Nottingham über Manchester. TransPennine Express verkehrt stündlich nach Manchester, Leeds und Nordostengland. Northern Rail verkehrt stündlich Verbindungen nach Manchester, Sheffield, in die East Midlands, nach East Anglia und bietet mit Transport for Wales und Merseyrail den Vorortverkehr an.
Die einzige Bahngesellschaft, die den unterirdischen Teil des Bahnhofs nutzt, ist Merseyrail, die zahlreiche Vorortlinien unter dem River Mersey hindurch zur Halbinsel Wirral und nach Chester betreibt.